# Bracon breviareolatus
Bracon breviareolatus är en stekelart som beskrevs av Vladimir Ivanovich Tobias 1957. Bracon breviareolatus ingår i släktet Bracon och familjen bracksteklar. Inga underarter finns listade.